# Idioma ibibio
El ibibio es un continuo dialectal perteneciente a la familia nigerocongolesa, con 3,5 millones de hablantes en los estados de Akwa Ibom y Cross River (en Nigeria).
Es el sexto grupo dialectal en Nigeria, después del hausa, yoruba, igbo, fulani y kanuri.
Específicamente, hay 1 millón de anaang (en 1990), de 1,5 a 2 millones de ibibio (en 1998) ―el idioma ibibio se utiliza también como idioma comercial―, cien etnias ukwa (en 2004) y 400 000 efik; el idioma efik también tiene alrededor de 2 millones de hablantes como segunda lengua. Algunos[cita requerida] los consideran un solo idioma, aunque Ethnologue los considera idiomas diferentes.

## Frases
| Ibibio                       | Español                                                       |
| ---------------------------- | ------------------------------------------------------------- |
| àmésièrè                     | buenos días                                                   |
| asiere                       | buenas noches                                                 |
| ábá diè?                     | ¿cómo estás?                                                  |
| ídém mfò?                    | ¿cómo estás?                                                  |
| àbá ké mmò?                  | ¿dónde estás?                                                 |
| ǹsídó?                       | ¿qué es? (literalmente: ‘¿qué está mal?’).                    |
| àkéré diè?                   | ¿cuál es tu nombre?                                           |
| àniè                         | ¿quién?                                                       |
| ǹsó                          | ¿qué?                                                         |
| ìdáhá ake                    | ¿cuándo?                                                      |
| ǹtághá                       | ¿por qué?                                                     |
| diè                          | ¿cómo?                                                        |
| àkà úkè?                     | ¿adónde vas?                                                  |
| àmé kàn?                     | ¿puedes?                                                      |
| ńkànnà                       | no puedo                                                      |
| àbióng ándòng                | tengo hambre                                                  |
| (ídém mì) ásòng              | yo estoy bien (literalmente el cuerpo mío está bien)          |
| ídém ìnsòngò                 | yo no estoy bien                                              |
| àmédì                        | bienvenido (literalmente: ‘tú has venido’).                   |
| sósóngó                      | gracias                                                       |
| mmu ma fien (`m mé úmà fiàn) | te quiero (te quiero a ti)                                    |
| ndiongo ke                   | no sé                                                         |
| ka dio'                      | adiós (‘irse y venir’, vete y vuelve).                        |
| ka                           | ir                                                            |
| di                           | ven                                                           |
| dia                          | coma                                                          |
| tie                          | sentarse                                                      |
| uwem odo imo                 | la vida es riqueza (uwem: ‘vida’; odo: ‘es’; imo: ‘riqueza’). |
| abasi                        | Dios                                                          |
| mmekom abasi                 | le agradezco a Dios                                           |
| abasi akeme                  | Dios puede                                                    |
| ufok abasi                   | templo (‘casa de Dios’).                                      |
| owo                          | humanos                                                       |
| owo uwaan                    | mujer                                                         |
| owo uden                     | hombre                                                        |
| ayin                         | niño                                                          |
| etuk                         | pequeño                                                       |
| etuk ayin                    | niño pequeño                                                  |
| afia                         | blanco                                                        |
| abubit                       | negro                                                         |
| ndandat                      | rojo                                                          |
| awawa                        | verde                                                         |
| mbiet                        | hierba, mala hierba                                           |
| ofong                        | ropa                                                          |
| udua                         | mercado                                                       |
| nfem                         | cucaracha                                                     |
| esere                        | el frijol de Calabar                                          |
| ufok nwed                    | escuela (‘casa del libro’).                                   |
| ufok ibok                    | hospital (‘casa de medicinas’).                               |
| atweb aba                    | hace frío                                                     |
| ayo ada                      | está soleado                                                  |
| ubak usen                    | la mañana                                                     |
| usen                         | el día                                                        |
| uwem-eyo                     | la tarde                                                      |
| mmbubreyo/ndubi              | la noche temprana                                             |
| akoneyo                      | noche                                                         |
| ini                          | tiempo                                                        |